# Marie Janečková
Marie Janečková (* 2. února 1949 České Budějovice) je česká vysokoškolská učitelka a jazykovědkyně, zaměřením bohemistka, vyučující na Ústavu bohemistiky Filozofické fakulty Jihočeské univerzitě v Českých Budějovicích. Odborně se věnuje bádání v oblasti historické mluvnice českého jazyka (zejména pak české barokní literatury), české slovotvorby a dialektologii.

## Život a dílo
Marie Janečková vystudovala nejdříve němčinu a češtinu na Pedagogické fakultě Jihočeské univerzity v Českých Budějovicích a následně také ruštinu a češtinu na Filozofické fakultě Univerzity Karlově v Praze, doktorát filozofie (PhDr., 1982) a titul kandidáta věd (CSc., 1986) získala v oboru českého jazyka na Masarykově univerzitě v Brně (tehdy na UJEP v Brně). V roce 2004 se úspěšně habilitovala (doc.) – prací o Janu Amosi Komenském – v oboru českého jazyka na Filozofické fakultě Univerzity Palackého v Olomouci.

### Publikační činnost (výběr)
Dle Souborného katalogu Národní knihovny České republiky je k lednu 2018 (spolu-)autorkou následujících literárních děl (mj. i s budějovickou bohemistkou Jarmilou Alexovou (1958–2011), jež se také věnovala badatelsky barokní češtině.)
- Janečková, Marie a kol. Tratíme se jak dým v brzce... Kazatelé 17. a 18. století jako ochránci a pěstitelé jazyka. 1. vyd. Praha: ARSCI, 2020. 258 S. ISBN 978-80-7420-065-6
- Janečková, Marie a kol. Růže prší krásná... : disputace o barokním jazyku a (chválo)řeči. 1. vyd. Praha: ARSCI, 2016. 316 S. ISBN 978-80-7420-047-2 (Pozn.: dalšími spoluautory jsou např.: Květa Mešťanová, Zuzana Kalinová, Veronika Nováková, Josef Kameník, Markéta Klimešová etc.)
- Janečková, Marie; Alexová, Jarmila a Pospíšilová, Věra. V nuznej slávě, v slavnej nouzi: svět Ondřeje Jakuba Františka de Waldta. 1. vyd. Praha: ARSCI, 2011. 230 S. ISBN 978-80-7420-017-5 (Pozn.: Dílo, pojednávající o jazyce katolického kazatele Ondřeje Františka Jakuba de Waldta (latinsky Andreas Franciscus Jacobus de Waldt, 1683-1752)[7]
- Janečková, Marie a kol. Slovesné baroko ve středoevropském prostoru. 1. vyd. Praha: ARSCI, 2010. 374 S. ISBN 978-80-7420-008-3 (Pozn.: dalšími spoluautory jsou např.: Jarmila Alexová a Věra Pospíšilová etc.)
- K jazyku českého baroka: hláskosloví, pravopis a tisk, označování kvantity. 1. vyd. Praha: ARSCI, 2009. 190 S. ISBN 978-80-7420-003-8
- Staročeské hláskosloví a tvarosloví. 1. vyd. České Budějovice: Pedagogická fakulta, 1989. 82 S. (Pozn.: 2. vyd. 1994, 62 S.)

## O jazyce českém
O historickém vývoji českého jazyka, či etymologii českých slov uvedla následující:
- „Mnohá slova byla do našeho jazyka přejata již dávno, takže si mylně myslíme, že jsou česká. „Například slovo koule je z germánštiny. Přejímali jsme také výrazy týkající se oblečení. Měli jsme sice slovanský název pro košili čechel, ale přejali jsme označení z latiny, slovo kalhoty pochází z italštiny, pro další části oděvu máme výrazy z němčiny nebo francouzštiny,“ vyjmenovává Marie Janečková.“[8]
- „Pondělí označuje den po neděli, další názvy se odvozují od pořadí. „Slovo úterý souvisí s praslovanským výrazem pro druhý. Středa je střed týdne, čtvrtek je čtvrtý den a pátek pátý. České názvy měsíců mají své kořeny v praslovanštině. „Leden znamená led, zimu, sníh, někde existoval i název sněžen. Únor je zvláštní, někdy bývá název vysvětlován tak, že začíná tání a že se noří led do vody,“ říká.“[9]